# Кент Сити (Мичиген)
Кент Сити (енгл. Kent City) град је у америчкој савезној држави Мичиген.

## Демографија
По попису из 2010. године број становника је 1.057, што је 4 (-0,4%) становника мање него 2000. године.
| Група             | 2000.       | 2010.       |
| Белци             | 919 (86,6%) | 847 (80,1%) |
| Афроамериканци    | 3 (0,3%)    | 10 (0,9%)   |
| Азијати           | 0 (0,0%)    | 2 (0,2%)    |
| Хиспаноамериканци | 126 (11,9%) | 188 (17,8%) |
| Укупно            | 1.061       | 1.057       |